# Sông Argun (châu Á)
Sông Argun (tiếng Mông Cổ: Эргүнэ мөрөн, Ergüne mörön, tiếng Mãn Châu: Ergune bira, tiếng Nga: Аргу́нь) cũng còn gọi là sông Ngạch Nhĩ Cổ Nạp (tiếng Trung: 额尔古纳河/額爾古納河; bính âm: É'ěrgǔnà hé) là một dòng sông ở Đông Bắc châu Á. Đây là một trong hai phụ lưu chính của sông Hắc Long.
Sông Argun bắt nguồn từ sườn phía tây của dãy núi Đại Hưng An, Nội Mông, Trung Quốc. Phần thượng nguồn của sông này ở Trung Quốc còn gọi là sông Hailar (tiếng Mông Cổ) hay sông Hải Lạp Nhĩ (海拉尔河, Haila'er He). Từ Đại Hưng An, dòng sông chảy về phía tây tới Hô Luân Bối Nhĩ ở bắc Nội Mông. Khi tới quận Hải Lạp Nhĩ, có sông Y Mẫn đổ vào tiếp nước, rồi chảy tiếp 80 km nữa tới huyện cấp thị Nha Khắc Thạch. Phần thượng nguồn này dài 708 km.
Từ Nha Khắc Thạch trở đi là phần hạ nguồn. Lòng sông mở rộng và dòng nước chảy lặng lẽ qua thảo nguyên Hô Luân Bối Nhĩ. Tới huyện cấp thị Mãn Châu Lý thì nước từ hồ Hô Luân góp vào, chính thức thành chủ lưu Argun. Từ đây, sông chuyển hướng về phía đông bắc, tạo thành biên giới tự nhiên dài 900 km giữa Nga và Trung Quốc. Đến gần huyện Mạc Hà tỉnh Hắc Long Giang, Argun hợp với sông Shilka, tạo thành sông lớn Amur.